# Ричардс, Ариана
Ариа́на Клари́с Ри́чардс (англ. Ariana Clarice Richards; род. 11 сентября 1979, Хилдсберг, Калифорния, США) — американская актриса, художница и общественный деятель.

## Биография
Ариана Кларис Ричардс родилась 11 сентября 1979 года в Хилдсберге (штат Калифорния, США) в семье кинопродюсера Гэри Ричардса и представителя по связям с общественностью Дариэль Ричардс (в девичестве Гаррисон). У Арианы есть младшая сестра — актриса Бетани Грэйс Ричардс (род. 1983).
Ариана окончила Skidmore College (англ.), получив степень в области драмы и изобразительного искусства, и «Art Center College of Design», а в 2006 году она училась в Университете Западного Орегона (англ.).

## Карьера
Ариана начала актёрскую карьеру в 1986 году, сыграв роль балерины в рекламе парикмахерской. В 1987 году Ричардс дебютировала в кино, сыграв роль Лизы в эпизоде «И тогда там был один» телесериала «Золотые девочки». В 1991 году сыграла роль 9-11-летней Кимберли Мэйс в фильме «Подменены при рождении», за роль которой получила премию «Молодой актёр» (1992) в номинации «Лучшая молодая актриса, играющая в телефильме». В том же году сыграла роль Келли Галлахер в фильме «Взаперти: Ярость матери», за роль которой получила премию «Молодой актёр» (1993) в номинации «Лучшая молодая актриса в телефильме». В 1993 году сыграла роль Лекс Мёрфи в фильме «Парк Юрского периода», за роль которой получила премии «Бэмби» (1993) в номинации «Фильм — международный» и «Молодой актёр» (1994) в номинации «Лучшая молодая актриса первого плана в драматическом фильме». Всего сыграла в 27-ми фильмах и телесериалах.
Ариана — спонсор «Starlight Foundation» для детей. Также Ариана является художницей и одна из её картин находится в кабинете Стивена Спилберга.

## Личная жизнь
С января 2013 года Ариана замужем за Марком Болтоном. У супругов есть дочь (род. в ноябре 2015).

## Избранная фильмография
| Год  |    | Русское название                     | Оригинальное название         | Роль                      |
| ---- | -- | ------------------------------------ | ----------------------------- | ------------------------- |
| 1987 | с  | Золотые девочки                      | The Golden Girls              | Лиза                      |
| 1990 | ф  | Дрожь земли                          | Tremors                       | Минди Стернгуд            |
| 1991 | тф | Подменены при рождении               | Switched at Birth             | 9-11-летняя Кимберли Мэйс |
| 1991 | тф | Взаперти: Ярость матери              | Locked Up: A Mother's Rage    | Келли Галлахер            |
| 1992 | ф  | Замечательная поездка                | Timescape                     | Хиллари Уилсон            |
| 1993 | ф  | Парк Юрского периода                 | Jurassic Park                 | Лекс Мёрфи                |
| 1995 | ф  | Ангус                                | Angus                         | Мелисса Лефевр            |
| 1997 | ф  | Парк Юрского периода: Затерянный мир | The Lost World: Jurassic Park | Лекс Мёрфи                |
| 2001 | ф  | Дрожь земли 3                        | Tremors 3: Back to Perfection | Минди Стернгуд            |